# Canohès
Canohès är en kommun i departementet Pyrénées-Orientales i regionen Occitanien i södra Frankrike. Kommunen ligger i kantonen Toulouges som tillhör arrondissementet Perpignan. År 2022 hade Canohès 6 575 invånare.

## Befolkningsutveckling
Antalet invånare i kommunen Canohès
| Referens: INSEE |